# Dan Kelly
Daniel J. 'Dan' Kelly (Fairfax, 10 maart 1989) is een Amerikaans professioneel pokerspeler. Hij won onder meer het $25.000 No Limit Hold'em - Six Handed-toernooi van de World Series of Poker 2010 (goed voor $1.315.518,- aan prijzengeld) en het $1.500 Limit Hold'em-toernooi van de World Series of Poker 2014 (goed voor $195.167,-).
Kelly verdiende tot en met juni 2015 meer dan $3.500.000,- in pokertoernooien, opbrengsten uit cashgames niet meegerekend.

## Wapenfeiten
Kelly verdiende zijn eerste prijs op een grote tour tijdens een €5.000 + 300 No Limit Hold'em-toernooi in Barcelona in 2008, deel van de World Poker Tour (WPT). Hij was toen twee maanden eerder negentien jaar oud geworden en mocht daarom nog niet voor geld pokeren in de Verenigde Staten. Drie maanden nadat hij 21 werd, deed hij in 2010 voor het eerst mee aan de World Series of Poker (WSOP). Hij speelde zich in vier toernooien in het prijzengeld en won in de vierde daarvan zijn eerste WSOP-titel. Door een finaletafel met daaraan onder anderen Shawn Buchanan, Frank Kassela en Eugene Katchalov te overwinnen, won hij $1.315.518,-.
Kelly keerde in 2011 en 2012 terug naar de WSOP en behaalde beide jaren zowel meerdere geldprijzen als een finaletafel. Hij speelde zich in 2012 ook naar zijn eerste finaletafel op de WPT. Tijdens de L.A. Poker Classic 2012 werd hij derde in het $10.000 No Limit Hold'em - Championship, goed voor $521.770,-. Na het behalen van negen geldprijzen en twee finaletafels tijdens de WSOP 2013, won Kelly tijdens de WSOP 2014 zijn tweede WSOP-titel. Ditmaal in een Limit Hold'em toernooi. Hierin versloeg hij 653 tegenstanders en een finaletafel met daaraan onder anderen David Chiu en Jeff Lisandro. Op de WSOP 2015 speelde Kelly zich voor het zesde jaar op rij naar ten minste één finaletafel.

## Online
Kelly maakte voor zijn resultaten in live-toernooien al naam in online -toernooien. Zo won hij in 2009 zowel het $215 Razz- als het $10.300 H.O.R.S.E.-toernooi van het World Championship of Online Poker (WCOOP), goed voor $53.410,- en $252.350,-. Hij won in 2011 een derde WCOOP-titel door het $109 8-Game-toernooi van het evenement op zijn naam te schrijven (goed voor $23.529,-) en in 2012 een vierde met een overwinning in het $215 No Limit Hold'em w/Rebuys-toernooi van dat jaar ($138.355,-).

## WSOP-titels
| Jaar                       | Toernooi                              | Prijs        |
| -------------------------- | ------------------------------------- | ------------ |
| World Series of Poker 2010 | $25.000 No Limit Hold'em - Six Handed | $1.315.518,- |
| World Series of Poker 2014 | $1.500 Limit Hold'em                  | $195.167,-   |